# خوزه سیلوا
خوزه سیلوا (انگلیسی: José Silva؛ زادهٔ ۲ مارس ۲۰۰۶) بازیکن فوتبال اهل پرتغال است که در حال حاضر برای اسپورتینگ در پست مدافع بازی می‌کند.
وی همچنین در تیم ملی فوتبال زیر ۲۰ سال پرتغال بازی کرده است.

## دوران باشگاهی
سیلوا بازیکن پرورش‌یافتهٔ آکادمی‌های GDR Fontainhas، اشتوریل پرایا و اسپورتینگ است. در ۲۹ سپتامبر ۲۰۲۱، او در سن ۱۶ سالگی نخستین قرارداد حرفه‌ای خود را با اسپورتینگ امضا کرد. او در سال ۲۰۲۴، برای نخستین بار با تیم ذخیرهٔ اسپورتینگ بی در لیگا ۳ (پرتغال) به میدان رفت. در ۱ مهٔ ۲۰۲۴، قراردادش را با اسپورتینگ تمدید کرد. او نخستین بازی حرفه‌ای خود را برای تیم اصلی اسپورتینگ در پیروزی ۳–۱ مقابل اشتوریل پرایا در تاریخ ۳ مارس ۲۰۲۵ انجام داد. در ۱۷ مهٔ ۲۰۲۵، او به اسپورتینگ بی کمک کرد تا به لیگا پرتغال ۲ صعود کند.

## دوران ملی
سیلوا که در پرتغال به دنیا آمده، اصالتی بیسائو گینه‌ای دارد و دارای تابعیت دوگانه است. در مارس ۲۰۲۵، او به اردوی تیم ملی فوتبال زیر ۲۰ سال پرتغال دعوت شد.